# Meussen (openbaar vervoer)
Autobusonderneming A. Meussen BV is een voormalig openbaarvervoerbedrijf uit het Limburgse Maastricht.

## Ontstaan en groei
Dhr. A. Meussen begon met het exploiteren van een busdienst van Maastricht naar Eijsden op 26 april 1925. Na de Tweede Wereldoorlog resteerde slechts een van de oorspronkelijke vier bussen. Deze werd ingezet voor mijnwerkersvervoer. In november 1945 kwamen twee van de gevorderde bussen terug uit Duitsland en begon Meussen de lijn Maastricht-Noorbeek, welke hiervoor door de Firma Mainz & Kusters geëxploiteerd werd. In 1946 werd de busdienst naar Eijsden hervat en eind jaren 40 kreeg Meussen de lijnen Maastricht-Gulpen en Maastricht-Wezet.

## Geschiedenis
Meussen bleef als particuliere onderneming actief. In 1956 had het bedrijf 4 buslijnen, 11 bussen en 15 personeelsleden en vervoerde 750.000 reizigers over 500.000 kilometers. In 1965 gaf de oprichter het bestuur in handen van zijn zoon J.A.A. Meussen en zwager Th. Wijnant. J. Meussen haakte in 1967 vanwege bezuinigingen af maar kwam in 1975 terug na het overlijden van dhr. Wijnant.

## Einde van Meussen
Vanaf 1974 publiceerde Meussen een gezamenlijke dienstregeling met Limburgsche Tramweg-Maatschappij (LTM), Internationale Autobus-Onderneming (IAO), Mulder en De Valk. Op 1 oktober 1980 ging Meussen op in Verenigd Streekvervoer Limburg (VSL). VSL nam van Meussen 15 bussen, 37 personeelsleden en de lijnen Maastricht-Heer-Gronsveld-Eijsden, Maastricht-Eijsden-Wezet, Maastricht-Noorbeek-Slenaken-Gulpen en Slenaken-Gulpen over.